# Domen (Vorname)
Domen ist ein männlicher Vorname, der insbesondere in Slowenien verbreitet ist.
Der Name ist eine Variante des Vornamens Dominikus (von lateinisch dominicus, deutsch des Herrn) und im Niederländischen eine Variante von Dohmen.

## Namensträger
- Domen Križaj (* 1989), slowenischer Opernsänger (Bariton)
- Domen Lorbek (* 1985), slowenischer Basketballspieler
- Domen Makuc (* 2000), slowenischer Handballspieler
- Domen Novak (Handballspieler) (* 1998), slowenischer Handballspieler
- Domen Novak (Radsportler) (* 1995), slowenischer Radsportler
- Domen Prevc (* 1999), slowenischer Skispringer
- Domen Sikošek Pelko (* 1997), slowenischer Handballspieler
- Domen Vedlin (* 1986), slowenisch-kroatischer Eishockeyspieler